# Les Pharillons
Les Pharillons (en occitan Lei Farilhons) sont deux îlots français inhabités, situés au sud de Marseille, au large du massif des Calanques. Ils font partie de l'archipel de Riou.

## Toponymie
Farilhon est un terme provençal.
Mentionnés par erreur comme les frères sur certaines anciennes cartes maritimes, le nom de ces deux îlots les désigne en fait comme deux piliers, deux stacks, du grec ancien φαλαριῶν (falarion), φάλαρος (phálaros, qui a une tache blanche) en lien avec l'ile de Pharos qui a donné son nom à son phare puis à tous les phares.

## Géographie
Situés à la pointe Sud de l'île Maïre, il s'agit de deux rochers. Le site est surtout connu des amateurs de plongée sous-marine, la plongée étant considérée comme l'« une des plus spectaculaires de Marseille » pour deux raisons : la présence d'une épave et les arches sous marines.

Les Pharillons mentionnés au sud de l'île Maïre.
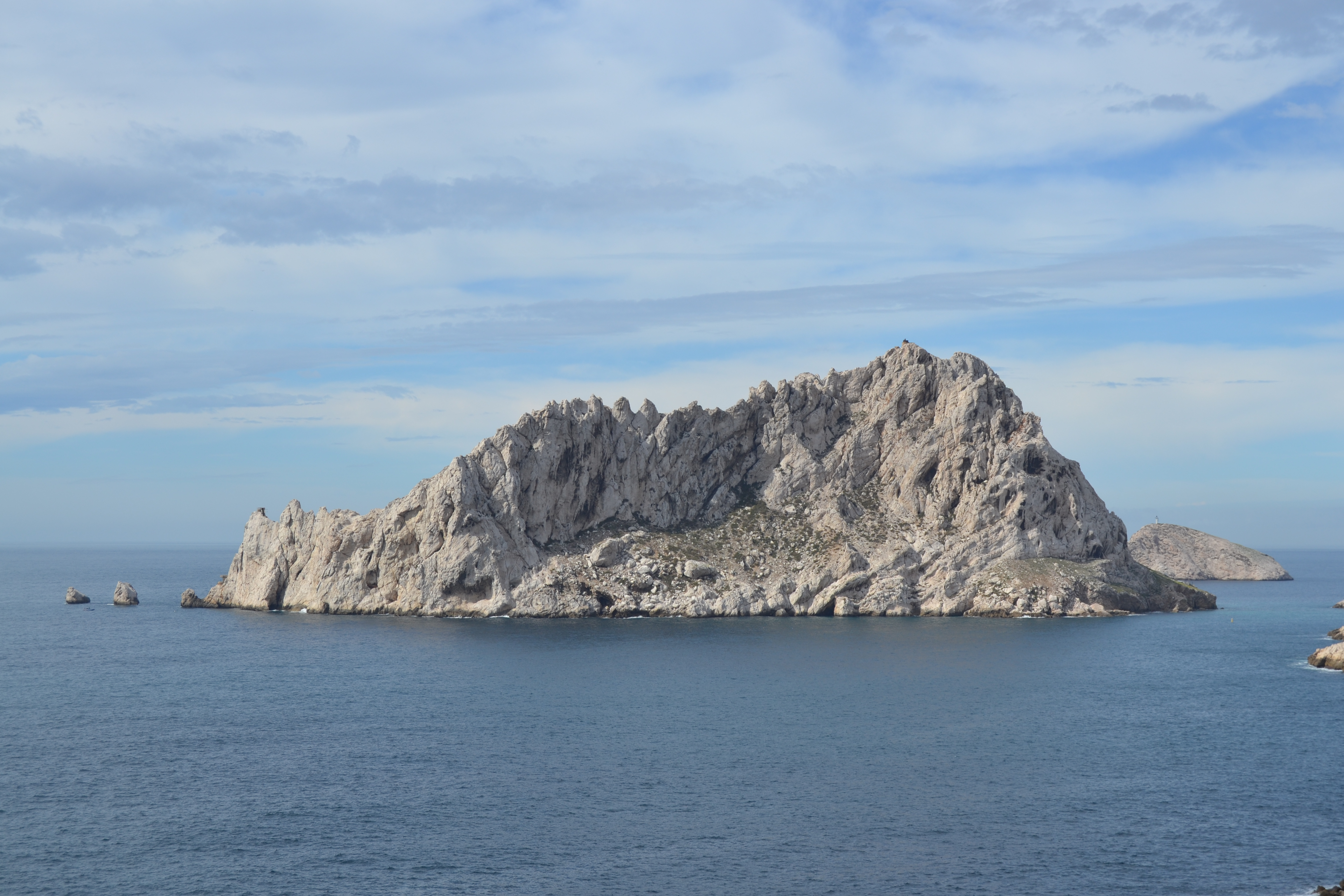
Les Pharillons (gauche) et  l'île Maïre.

## Histoire
L’épave du paquebot le Liban, y git par 36 m.
On notera qu'à l'époque des puissances maritimes génoise ou vénitienne, les faraglioni ( nom italien équivalent aux Farilhons)  de la mer Méditerranée devaient être signalés par des feux de bois pour éviter tout échouement lors de navigation nocturne : leur entretien était du ressort du « podestat de la mer », ce qui peut être rapproché de la calanque de Podestat non loin.